# Martin Nathell
Martin Per Robin Nathell, född 18 januari 1995, är en svensk kanotist. 

## Karriär
Nathell är uppväxt i Ängelholm och började paddla som 12-åring. 2011 började han studera på kanotgymnasiet i Nyköping. Nathell tog brons på K1 500 meter vid junior-EM 2013 och slutade på 4:e plats på K1 1000 meter vid junior-VM samma år. 2014 tog han NM-guld på K1 1000 meter och SM-guld i samma gren.
2017 tog Nathell brons på K-1 1000 meter vid U23-VM. Följande år tog han guld i samma gren vid U23-VM i Bulgarien.
Nathell tog tillsammans med Dennis Kernen guld i K–2 1000 meter vid VM i Köpenhamn 2021. Det var Sveriges första VM-guld i kanot sedan 2013 då Petter Menning vann i K1 200 meter.
Nathell är stor grabb nummer 155 på Svenska Kanotförbundets lista över stora kanotister.